# オオハシバト
オオハシバト（大嘴鳩、Didunculus strigirostris）は、鳥綱ハト目ハト科オオハシバト属に分類される鳥類。本種のみでオオハシバト属を構成する。

## 分布
サモア（ウポル島、サバイイ島）

## 形態
全長は31 - 38センチメートル。頭部や頸部・下面は光沢のある緑黒色、背や翼・尾羽は赤褐色。
眼の周囲には羽毛がなく、赤い皮膚が裸出する。虹彩は褐色。嘴は太く、上嘴の先端は鉤状に尖る。下嘴の側面には切れ込みが2つ、突起が3つある。嘴の色彩は黄色で、基部は赤い。後肢は長く、色彩は赤い。
幼鳥は体上面の羽衣や雨覆が黒く、羽毛の外縁（羽縁）が赤褐色。嘴の色彩が黒ずむ。

## 生態
標高300 - 1,400メートルにある熱帯雨林やその林縁に生息する。
ニガカシュウやバナナ類などの果実、マホガニー類の種子などを食べる。樹上で採食を行う。
繁殖様式は卵生。樹上に皿状の巣を作り、卵を産む。元々は地表で営巣していたが、外来種による食害を避けるために樹上に営巣するようになったとされる。

## 人間との関係
森林伐採による生息地の破壊、狩猟、人為的に移入されたネコやネズミによる捕食などにより、生息数は激減している。1990-1991年の大規模なサイクロンにより、生息地の大部分が消失している。法的に保護の対象とされ、サモアでは自然保護を象徴するシンボルに選ばれている。1980年代半ばにおける生息数は4,800 - 7,200羽と推定されている。1990年代には大規模なサイクロンにより、生息数が2,500羽未満まで激減したと推定されている。